# 2024 en tir à l'arc
Cet article présente les faits marquants de l'année 2024 en tir à l'arc.

## Évènements

### Jeux olympiques
- Tir à l'arc aux Jeux olympiques d'été de 2024